# Chrysopa parvula
Chrysopa parvula is een insect uit de familie van de gaasvliegen (Chrysopidae), die tot de orde netvleugeligen (Neuroptera) behoort. 
Chrysopa parvula is voor het eerst wetenschappelijk beschreven door Doumerc in 1861.